# Institut aérotechnique

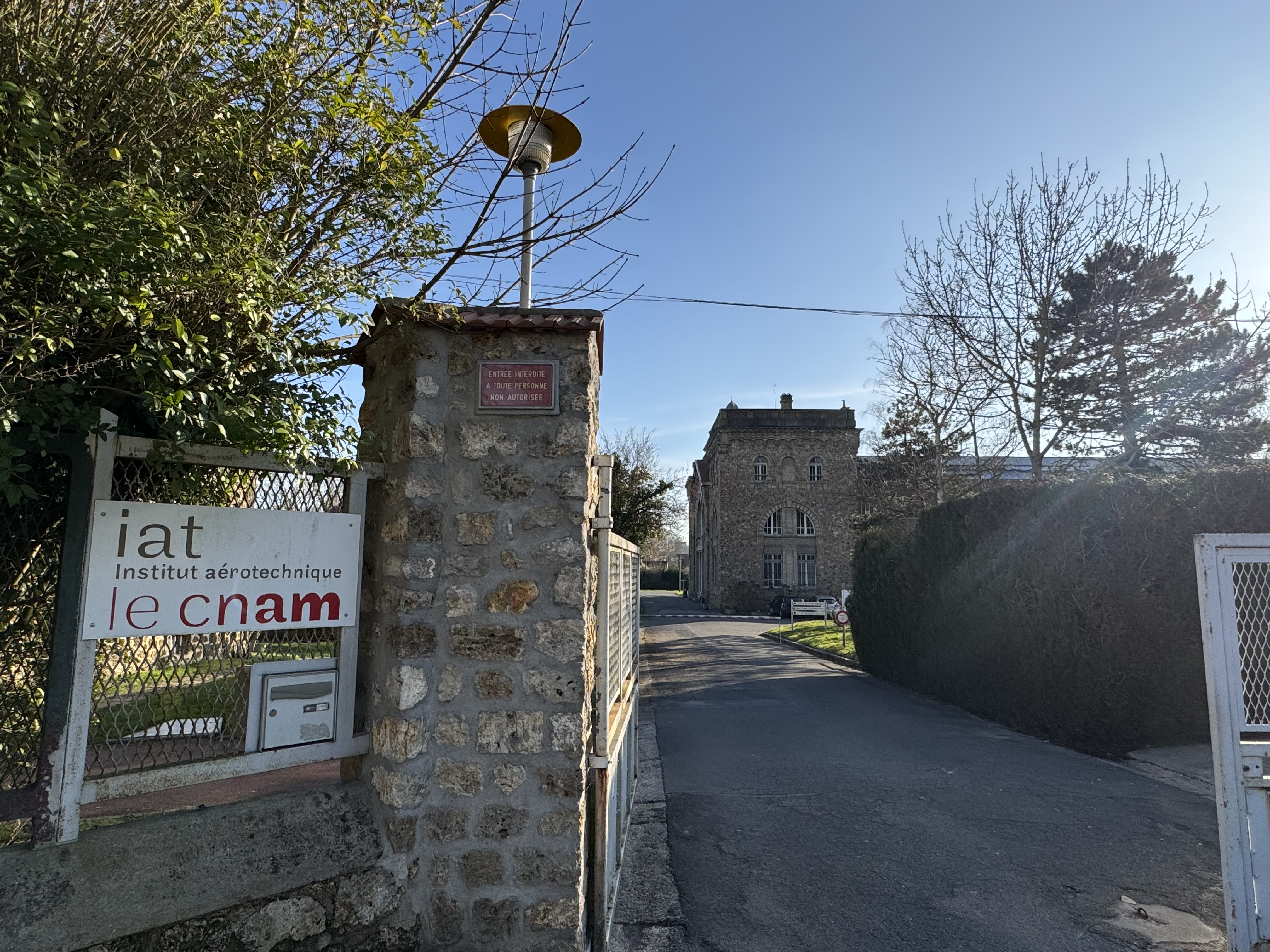
IAT

L'Institut aérotechnique (IAT, lett. "Istituto Aerotecnico") è un laboratorio pubblico francese di ricerca parte del Conservatoire national des arts et métiers, specializzato in studi aerodinamici, situato a Saint-Cyr-l'École (Yvelines).
La creazione di questo istituto è dovuta ad un'iniziativa di Henri Deutsch de la Meurthe, fondatore anche dell'Aéro-Club de France. La sua inaugurazione ebbe luogo l'8 luglio 1911. Attualmente dispone di diverse gallerie del vento, alcune delle quali specializzate nel settore automobilistico, ferroviario e aerospaziale. Per quanto riguarda l'aeronautica, il laboratorio ha una partnership con l'Institut polytechnique des sciences avancées.